# Elkhorn, Wisconsin
Elkhorn är administrativ huvudort i Walworth County i Wisconsin i USA. Vid 2010 års folkräkning hade Elkhorn 10 084 invånare.

## Kända personer från Elkhorn
- Harry Melges, seglare